# 春日井市立勝川小学校
春日井市立勝川小学校（かすがいしりつかちがわしょうがっこう）は、愛知県春日井市若草通2-1-1にある公立の小学校。春日井市の南西部にある。

## 校訓
- 進んで学び 進んで働く子
- 心あたたかく 思いやりのある子
- じょうぶで たくましい子

## 地理
最寄駅はJR中央本線勝川駅。敷地の北側には愛知県名古屋市から岐阜県多治見市などを通って長野県長野市に至る国道19号が通っている。また学区内にはJR中央本線や名古屋第二環状自動車道なども通過しており、交通が発達した地域である。JR勝川駅は西側半分が勝川小学校の学区であり、東側半分は春日井市立小野小学校の学区である。

### 学区内の施設
- JR中央本線勝川駅[2]
- 春日井郵便局[2]
- 春日井保健所[2]
- 春日井簡易裁判所[2]

## 歴史

### 年表
- 1909年（明治42年）4月1日 - 柏井尋常小学校と（旧）勝川尋常小学校を統合して（新）勝川尋常小学校が開校[2]
- 1970年（昭和45年） - 春日井市立山王小学校を分離。
- 1974年（昭和49年） - 春日井市立柏原小学校を分離。
- 1989年（平成元年） - 開校80周年[1]
- 2009年（平成21年） - 開校100周年[2]

### 沿革
人口の急激な増加のために1967年（昭和42年）の児童数は1423人となり、昭和40年代後半には春日井市立山王小学校と春日井市立柏原小学校が勝川小学校から分離独立して開校している。それでも1977年（昭和52年）の児童数は1463人、1987年（昭和62年）の児童数は1134人であった。1994年（平成6年）には春日井市で初めて通級指導教室（いわゆる言語教室。軽度の障害がある児童に対して指導を行う教室）が設置された。1996年（平成8年）にはコンピュータ教室が設置された。1997年（平成9年）の児童数は695人となったが、春日井市の都市計画事業でJR勝川駅周辺の再開発が行われたことで、2007年（平成19年）には795人、2017年（平成29年）には881人と増加している。2009年（平成21年）には開校100周年を迎え、花壇前に100周年記念モニュメントが設置された。

### 児童数の変遷
『愛知県小中学校誌』（2018年）によると、児童数の変遷は以下の通りである。
| 1947年（昭和22年） | 1051人 |  |
| 1957年（昭和32年） | 1322人 |  |
| 1967年（昭和42年） | 1423人 |  |
| 1977年（昭和52年） | 1463人 |  |
| 1987年（昭和62年） | 1134人 |  |
| 1997年（平成9年）  | 695人  |  |
| 2007年（平成19年） | 795人  |  |
| 2017年（平成29年） | 881人  |  |